# Ligamento

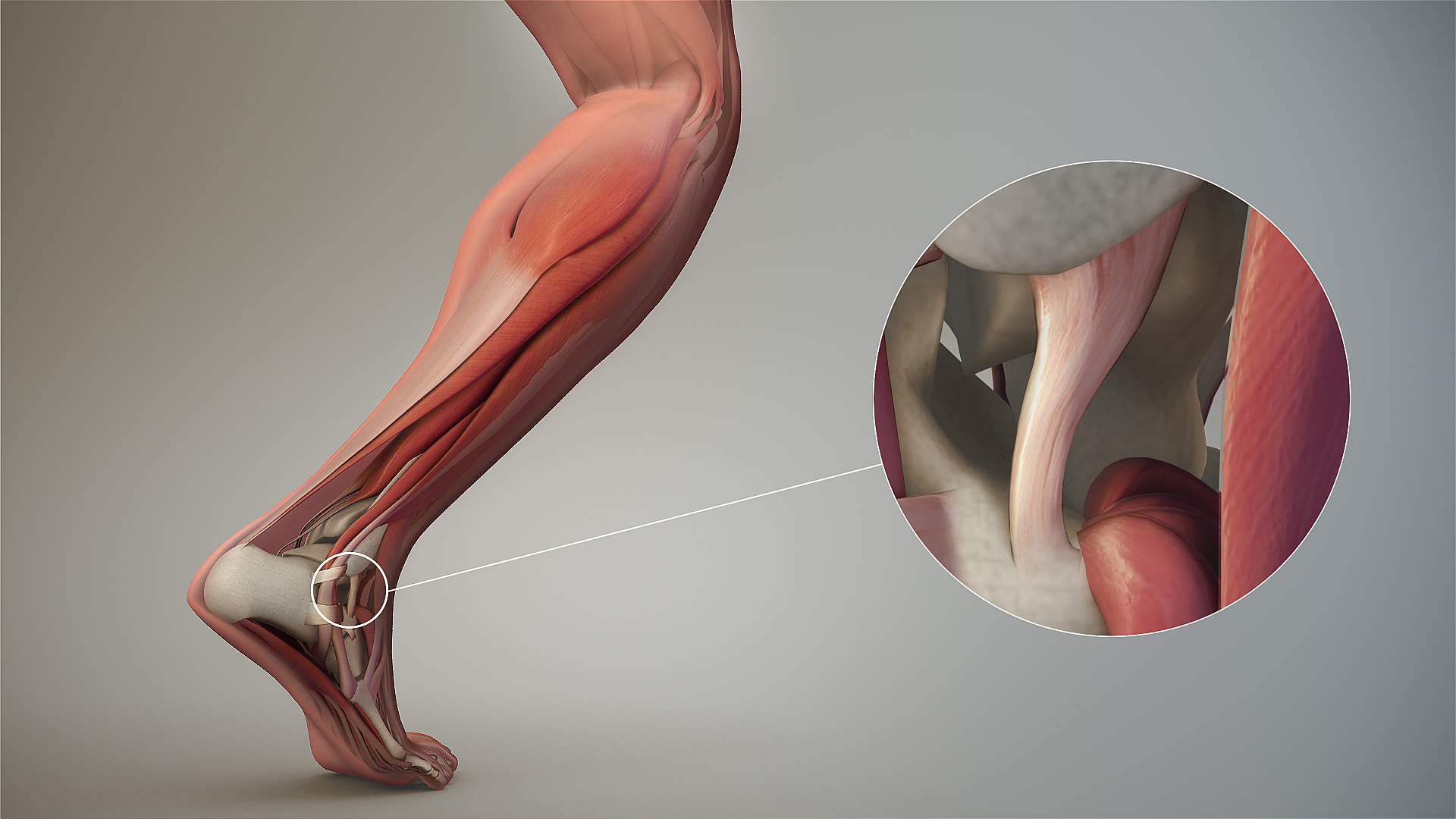
Ligamento articular.

Ligamento é um feixe de tecido fibroso, formado por tecido conjuntivo denso modelado, e é mais ou menos comprido, largo e robusto, de forma aplanada ou arredondada, que une entre si duas cabeças ósseas de uma articulação (ligamento articular) ou mantém no seu local fisiológico habitual um órgão interno (ligamento suspensor). É constituído por fibras colágenas ordenadas em feixes compactos e paralelos, o que lhe constitui grande resistência mecânica. Pode ligar dois ou mais ossos. Está presente na cápsula articular. Os ligamentos variam dependendo do tipo da articulação.
Num impacto violento, se os ossos de uma junta saem da sua posição normal, os médicos dizem que aconteceu uma luxação. Em noticiários esportivos é comum o relato de que um jogador sofreu rompimento de ligamentos do joelho ou de outra junta.
Os ligamentos são muito ricos em receptores nervosos sensitivos, que avaliam a velocidade, o movimento e a posição das articulações, bem como eventuais estiramentos e dores. Eles são transmissores permanentes de informação para a medula e para o cérebro, que respondem aos estímulos com ordens motoras aos músculos.